# 5e régiment de SAS
Le 5e régiment de SAS (en anglais : 5th Special Air Service ou 5th SAS) était une unité d'élite aéroportée de la Seconde Guerre mondiale constituée exclusivement de volontaires de nationalité belge, et d'un Français: Jacques Goffinet (né le 11/03/1923 à Sedan). Il prit part aux actions de la Brigade SAS en Normandie, dans le nord de la France, en Belgique, aux Pays-Bas et en Allemagne. Initialement entraîné aux actions de sabotage et à la collecte de renseignements, il fut converti par la suite en unité de reconnaissance motorisée sur jeeps blindées. C'est la première unité alliée à poser le pied en Belgique après le débarquement et la première également à franchir, de façon involontaire, la ligne Siegfried.

## Historique
Une compagnie belge indépendante de parachutistes (en anglais la 1st Independant Belgian Parachutist Company) fut officiellement mise sur pied à Malvern Wells dans le Worcestershire le 8 mai 1942 par le sous-secrétaire d'État à la Défense belge, Henri Rolin. Elle était composée comme suit :
1. - une compagnie du 2e bataillon de fusiliers belges, un bataillon constitué principalement de volontaires provenant d'Amérique, rassemblés depuis janvier 1941 et amenés en Grande-Bretagne en juin 1941. La compagnie "A" fut volontaire en février 1942 pour s’entraîner sous les ordres du lieutenant Freddy Limbosch pour devenir une compagnie parachutiste ;
2. - un peloton du 1er Bataillon de fusiliers belges comportant quelques parachutistes (depuis janvier 1942). ;
3. - de volontaires provenant d'autres unités des forces armées belges qui avaient pu fuir la Belgique occupée via la France, l'Espagne puis Gibraltar.

La compagnie nouvellement formée continua de s’entraîner comme une unité indépendante de parachutistes, faisant un usage intensif des écoles et équipements mis à disposition par les britanniques. Les premières "ailes de parachutiste" furent gagnées à Ringway, au début de 1942.
L'unité fut d'abord attachée pendant 3 mois au 8e bataillon parachutiste britannique (en anglais : 8th Parachute Battalion de la 6e division aéroportée, puis passa un mois de formation intensive en décembre 1943 au Centre d'entrainement allié de Fort William (Inverlochy Castle) et finalement, en février 1943, déménagea vers le Loudon Castle Camp près de Galston pour rejoindre la brigade SAS.

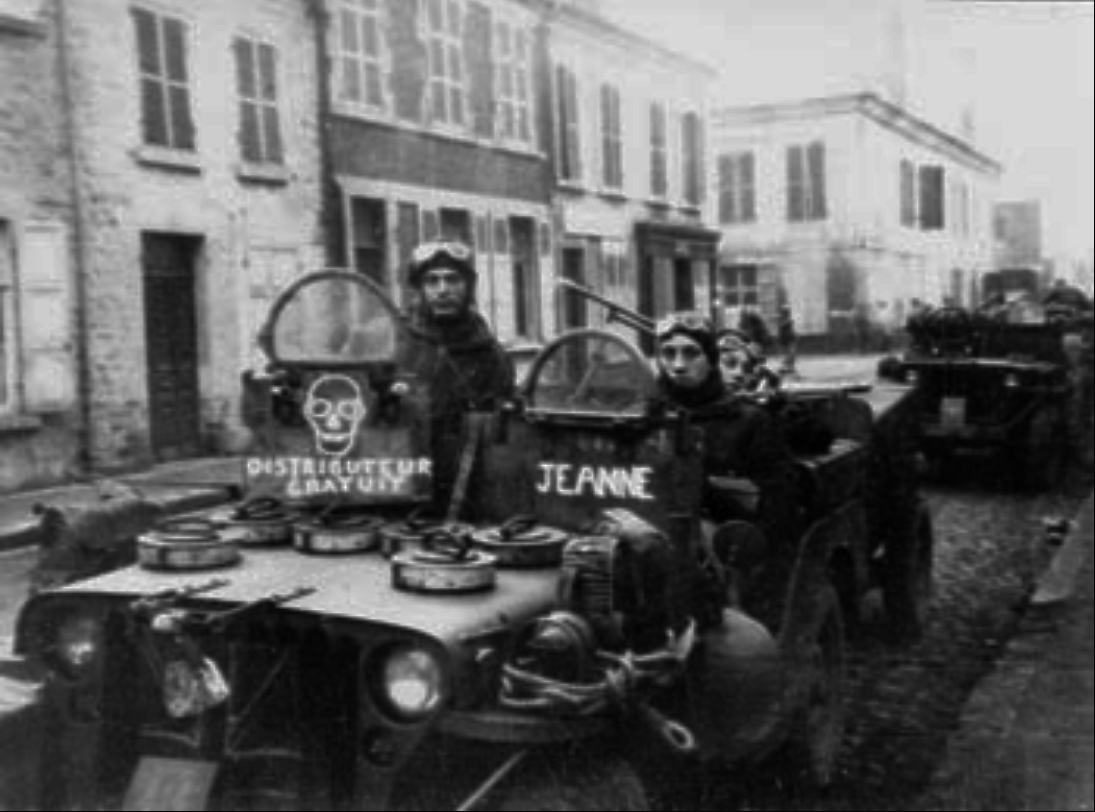
L'escadron SAS d'Eddy Blondeel était composé de 130 hommes et disposait 40 Jeeps blindées

Comme toutes les unités militaires, les hommes qui la constituaient provenaient d'horizons divers (agriculteurs, avocats, bûcherons, champion du monde de cyclisme, acrobate de cirque, lutteur professionnel, aristocratie...). Certains parlaient français, néerlandais et d'autres uniquement anglais. Un esprit de corps s'est développé rapidement dans l'unité malgré ces différences de classes et de langues.
Le rôle des SAS belges durant la Seconde Guerre mondiale était primitivement le sabotage, le renseignement et la reconnaissance. Ils effectuèrent leur première mission à la fin de juillet 1944 en France. Durant la bataille des Ardennes, l'unité fut équipée des jeeps blindées. Comme escadron de reconnaissance, ils effectuèrent des missions de reconnaissance et de sécurisation en support à la 6e division aéroportée britannique. En 1945, ils furent impliqués dans la localisation et l'arrestation de hauts-gradés nazis et de criminels de guerre.
Au début d'avril 1945, l'escadron de SAS belges était formé de 3 équipes de reconnaissance déployées en Frise et en Allemagne. Après la capitulation allemande le 8 mai 1945, les SAS belges participèrent à des missions de "contre-espionnage" au Danemark et en Allemagne.
À la fin de la guerre, le régiment de SAS belges pouvait être fier de lui; il avait été la première unité alliée à mettre le pied en Belgique et en Allemagne et fut la seule unité belge en déploiement actif entre juillet 1944 et mai 1945. Il fut également responsable de la capture du gouvernement de l'amiral Doenitz à Flensbourg et du ministre allemand des Affaires étrangères, Joachim von Ribbentrop.

## Uniforme
- L'insigne de béret est une épée ailée pointant vers le bas[2]. La devise est Who Dares, Wins. Elle fut approuvée par le premier officier commandant David Stirling aux dépens de 'Descend to Defend' et 'Strike and Destroy'. L'épée rappelle la légendaire Excalibur. Une référence erronée à l'épée de Damoclès provient d'un article publié dans le journal régimentaire Mars and Minerva. L'auteur de l'article a reconnu son erreur par après mais l'histoire fut entre-temps reprise par d'autres.
- Le béret est de couleur rouge lie de vin.
- L'insigne de parachutiste SAS fut dessiné par le lieutenant Jock Lewes.

## Dissolution
Le 21 septembre 1945, le régiment fut transféré de l'armée britannique à la, nouvellement reformée, armée belge. Il fut renommé 1er régiment de parachutistes et évoluait de manière indépendante comme une unité mobile parachutiste jusqu'en 1952 quand il fut rattaché au régiment para-commando. 
Depuis 1952, les traditions du régiment SAS ont été reprises par le 1er bataillon para du régiment para-commando.
En 2011, le 1er Para fut dissous après 59 ans de services ininterrompus. En décembre 2010, l'étendard et les traditions furent légués au groupe des forces spéciales.
Le dernier membre de l'unité initiale, Jaak Daemen, est mort en 2022.

## Étendard
Il porte les mentions suivantes :
- Normandie
- Belgique
- Ardennes
- Emden
- Oldenburg.

Il porte également les fourragères de l'ordre de Léopold et de la croix de guerre française 1939-1945.

## Sources
- (en) Cet article est partiellement ou en totalité issu de l’article de Wikipédia en anglais intitulé « 5th Special Air Service » (voir la liste des auteurs).